# Jõhvi FC Phoenix
Jõhvi FC Phoenix is een Estse voetbalclub uit de stad Jõhvi en is opgericht in 1999 als JK Orbiit en onderging in de loop der decennia enkele naamsveranderingen.

## Geschiedenis
JK Orbiit speelde de eerste tien jaren in de amateurklasses. Het toenmalige Orbiit promoveerde in 2009 naar de Esiliiga, maar degradeerde na één seizoen. Na de naamswijziging in 2011 tot Jõhvi FC Lokomotiv werd de club in het seizoen daarop kampioen en klom zo na twee jaar weer terug naar het tweede niveau. Het stootte daarna meteen door naar de Meistriliiga, voor de eerste keer. FC Lokomotiv degradeerde direct en moest in 2015, vanwege financiële problemen, op het vierde niveau in de II liiga verder.
In 2017 sloten de spelers van het eerste team zich aan bij Kohtla-Järve JK Järve, het huidige Ida-Virumaa FC Alliance. De club wijzigde haar naam in Jõhvi FC Phoenix en geruime tijd was de club alleen actief in jeugdcompetities.

In 2020 maakte de club een herstart, deze begon op het vijfde niveau. In 2021 werd al promotie bemachtigd naar de II liiga. Dit werd behaald aan de hand van een tweede plaats in de competitie.  Voor twee seizoenen was de club actief op het vierde niveau van Estland. In 2022 werd promotie bemachtigd naar de Esiliiga B aan de hand van een tweede plaats in de II liiga.

## Eindklasseringen vanaf 1999
| 1 |

| 2 |

| 8 |

| 2 |

| 5 |

| 4 |

| 1 |

| 6 |

| 5 |

| 4 |

| 1 |

| 10 |

| 5 |

| 1 |

| 2 |

| 9 |

| 4 |

| 2 |

| 7 |

| 2 |

| 9 |

| 2 |

| 7 |

| Meistriliiga | Esiliiga | Esiliiga B | II liiga | Niveaus 5/6 |

De Esiliiga B startte in 2013. Daarvoor was de Liiga II het derde voetbalniveau in Estland.